# Веселинская
Веселинская (сибирскотат. 
Биек) — деревня в Вагайском районе Тюменской области России. Входит в состав Вершинского сельского поселения.

## География
Деревня находится в восточной части Тюменской области, в пределах подтаёжно-лесостепного района лесостепной зоны, на юго-восточном берегу озера Большой Уват, на расстоянии примерно 104 километров (по прямой) к юго-востоку от села Вагай, административного центра района. Абсолютная высота — 63 метра над уровнем моря.
Часовой пояс
Деревня Веселинская, как и вся Тюменская область, находится в часовой зоне МСК+2. Смещение применяемого времени относительно UTC составляет +5:00.

## Население
| 2010 |
| ---- |
| 183  |

Половой состав
По данным Всероссийской переписи населения 2010 года в гендерной структуре населения мужчины составляли 49,2 %, женщины — соответственно 50,8 %.
Национальный состав
Согласно результатам переписи 2002 года, в национальной структуре населения татары составляли 99 % из 171 чел.